# 스티븐 그리피스
스티븐 그리피스(Stephen Shaun Griffiths, 1969년 12월 24일 ~ )는 2009년에서 2010까지 웨스트요크셔의 브래드퍼드에서 세 명의 성매매 여성들을 살인한 연쇄살인범이다. 2010년 5월, 법정에서 자신의 이름을 석궁식인종(The Crossbow Cannibal)이라고 소개하고, 마지막 피해자인 수전 블래마이어스(Suzanne Blamires)를 석궁으로 살해하는 장면이 그리피스가 사는 아파트의 실내 CCTV에 찍혀 사회적으로 큰 파장을 일으켰다.
2009년, 박사 과정에서 범죄학 연구를 위해 브래드퍼드 대학교 심리학과에 입학하였다. 그리피스는 체포 당시 빅토리아 시대에 브래드퍼드시의 살인 사건을 연구하는 <<Homicide in an Industrial City – Violence in Bradford 1847-1899>>라는 제목의 논문을 쓰는 중이었다. 그리피스는 성매매 여성을 여럿 살해한 요크셔 리퍼(The Yorkshire Ripper)로 알려져 있는 동향(桐鄕)의 피터 서트클리프에 집착하였다.

## 같이 보기
- 피터 서트클리프
- 스티븐 라이트
- 로버트 내퍼